# Bruise Pristine
Singles de Placebo
Nancy Boy Pure Morning
Bruise Pristine est une chanson du groupe de rock Placebo. C'est la huitième piste de l'album Placebo. Son titre est un clin d'œil à Bruce Springsteen.
Lors de concerts, en guise d'introduction à ce titre, Brian Molko a parfois chanté a cappella le cantique Jesus Loves Me
Bruise Pristine est sortie pour la première fois le 30 octobre 1995 avant même la sortie de l'album Placebo sur un split single vinyle partagé avec le groupe Soup et produit par la maison de disques Fierce Panda. C'était le premier prix d'un concours que le groupe avait remporté. Cette version est aussi disponible sur une compilation intitulée Nings and Roundabouts éditée par le label en 1999.
Bruise Pristine sortira en single une seconde fois le 12 mai 1997, comme extrait de l'album Placebo accompagné de deux faces B. Cette version se classera à la 14e place des ventes de singles au Royaume-Uni.
Elle fut utilisée dans la bande son du jeu Gran Turismo (1997)

## Liste des titres du single
- Vinyl Fierce Panda

1. Placebo - Bruise Pristine
2. Soup - m.e.l.t.d.o.w.n.

- Liste des titres, CD1

1. Bruise Pristine (Radio Edit)
2. Then the Clouds Will Open for Me
3. Bruise Pristine (1" Punch Mix)

- Liste des titres, CD2

1. Bruise Pristine (Radio Edit)
2. Waiting for the Son of Man
3. Bruise Pristine (Lionrock mix)